# 西釜山流通地区站
西釜山流通地區站（：／ Seobusannyutongjigu yeok */?）是釜山－金海輕軌沿線的一座高架車站，位於韓國釜山广域市江西區大渚2洞，韓語副站名為「錦湖鎮」。

## 車站結構
站體為2面2線側式月台的高架車站，候車月台設有月台幕門，並有2處出口。

### 月台配置
| 掛法Renecite ↑ |
| \| 上          |
| ↓ 機場         |

| 月台 | 路線              | 目的地     |
| ---- | ----------------- | ---------- |
| 上行 | ●釜山－金海轻电铁 | 沙上方向   |
| 下行 | ●釜山－金海轻电铁 | 加耶大方向 |

## 歷史
- 2011年9月16日：落成啟用。

## 車站周邊
- 西釜山物流園區
- 國民銀行西釜山物流站分行
- 機場酒店
- 自來水事業本部江西營業所
- 釜山航空新大廈

## 圖片

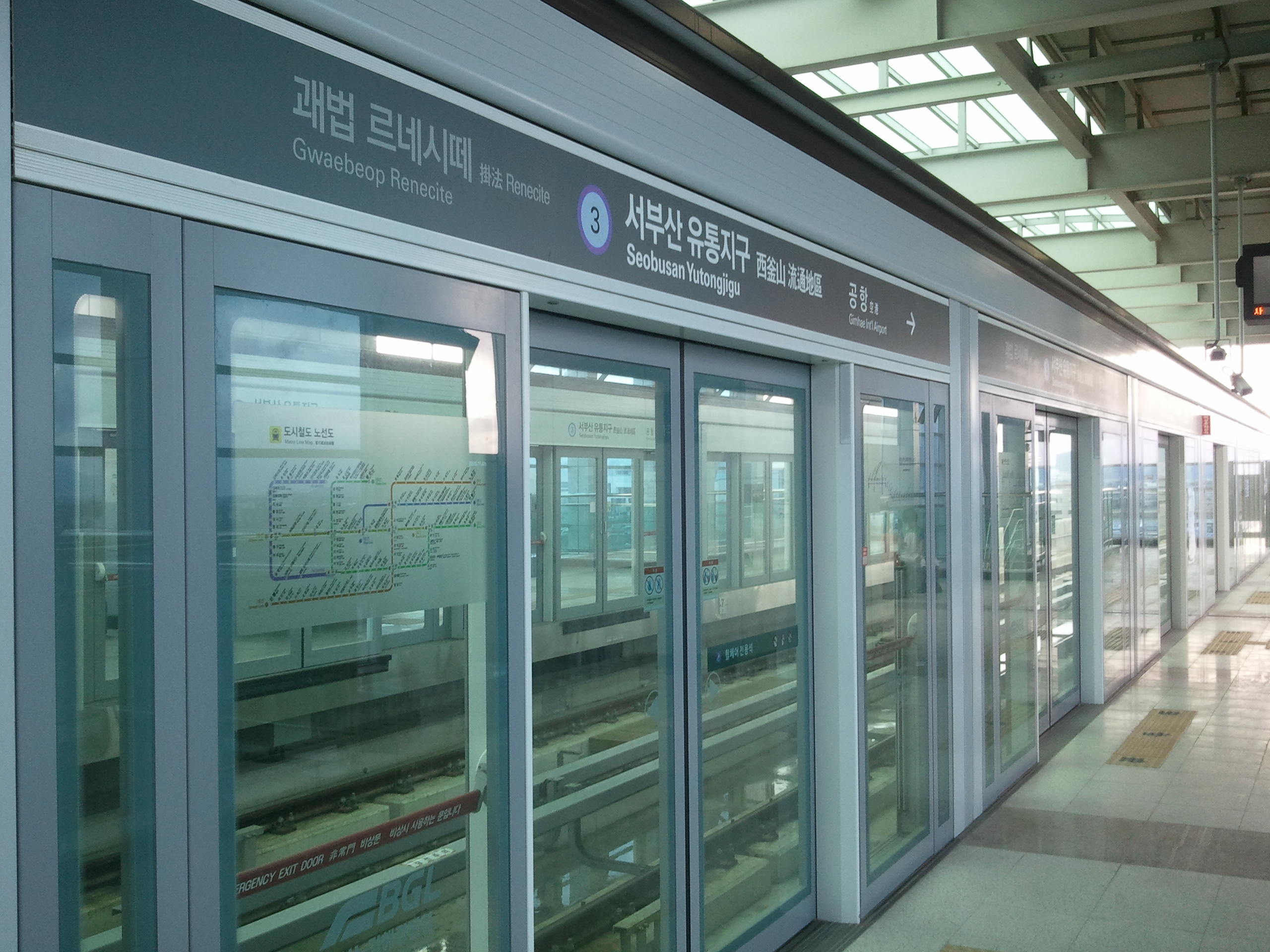
月台門
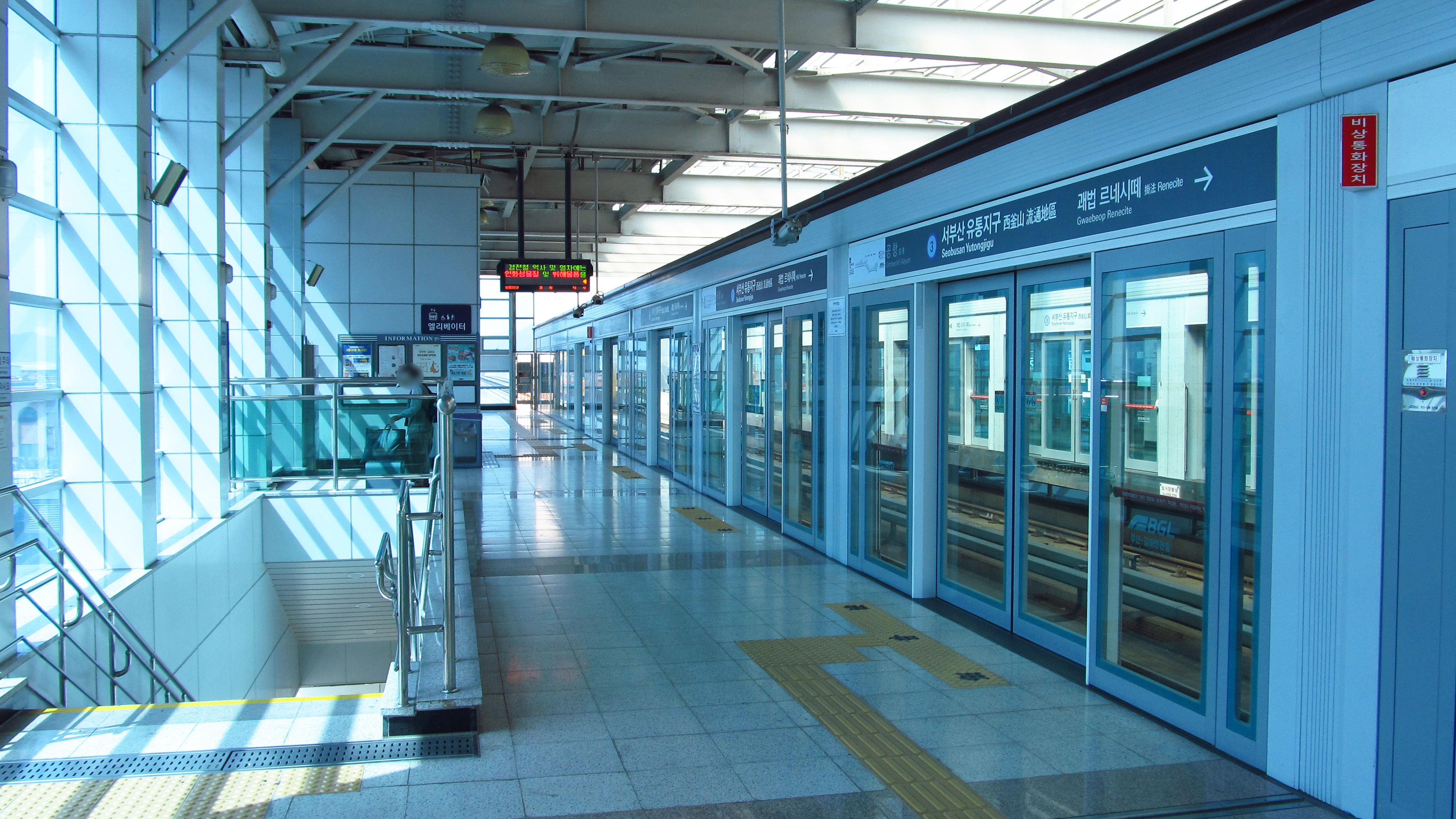
候車月台

## 相鄰車站
釜山-金海輕電鐵
●釜山－金海轻电铁
掛法Renecite（2）－西釜山流通地區（3）－機場（4）